# Melanie Walters
Melanie Walters (* 1963 in Mumbles, Wales, Vereinigtes Königreich) ist eine walisische Schauspielerin, die vor allem für ihre Rolle als Gwen West in der BBC Sitcom Gavin & Stacey bekannt ist.

## Leben und Karriere
Walters’ Vater starb, als sie noch sehr jung war, sodass sie mit ihrer Mutter und ihren drei Geschwistern allein aufwuchs. 1973 übernahm Walters den Job ihres Bruders als Zeitungsausträger. Mit 14 Jahren qualifizierte sie sich als Rettungsschwimmerin und begann an den örtlichen Stränden zu arbeiten.
Sie tritt hauptsächlich im Fernsehen auf und übernahm unter anderem Gastrollen in Being Human und Coronation Street. Bekannt wurde sie allerdings durch ihre Rolle als Gwen West in Gavin & Stacey. 2011 war sie eine von acht Stars die an cariad@iaith:love4language teilnahmen, einer Show in der Leute versuchen, die walisische Sprache zu lernen. Im Dezember 2011 trat sie in dem Märchenspiel Cinderella im Riverfront Arts Centre in Newport auf.
Heute lebt Walters mit ihrem Sohn in Mumbles und betreibt dort ein Studio, in dem sie Pilates lehrt.

## Filmografie (Auswahl)
- 1987: The District Nurse (Fernsehserie, 2 Folgen)
- 1988: Ballroom (Fernsehfilm)
- 1991: Coronation Street (Fernsehserie, 1 Folge)
- 1993, 1996: Wales Playhouse (Fernsehserie, 2 Folgen)
- 1995: The Bill (Fernsehserie, 1 Folge)
- 1997: Backup (Fernsehserie, 1 Folge)
- 1999, 2018: Casualty (Fernsehserie, 2 Folgen)
- 2000: Dirty Work (Fernsehserie, 1 Folge)
- 2003: Stopping Distance (Fernsehfilm)
- 2007–2024: Gavin & Stacey (Fernsehserie, 22 Folgen)
- 2008–2009: Hollyoaks (Fernsehserie, 2 Folgen)
- 2011: Being Human (Fernsehserie, 2 Folgen)
- 2011: Resistance – England has fallen (Resistance)
- 2013: Stella (Fernsehserie, 1 Folge)
- 2014: Under Milk Wood (Fernsehfilm)
- 2015: Doc Martin (Fernsehserie, 1 Folge)
- 2017: The Dead Dog (Kurzfilm)
- 2018: Morfydd (Fernsehfilm)
- 2022: Save the Cinema